# Port Said (976)
La Port Said (976) es una corbeta de la clase Gowind 2500 de la marina de guerra de Egipto.
Es la primera corbeta de su clase en ser construida en el Alexandria Shipyard de Alejandría (Egipto), como parte de un acuerdo de Egipto y Francia. La primera unidad es El Fateh, construida en Lorient. Fue botado su casco en 2018 y fue asignada en 2021.